# Валя-Морилор (озеро)
Ва́ля-Мо́рилор (рум. Valea Morilor — Долина Млинів, колишня назва — Комсомольське озеро) — штучно створене озеро на струмку Дурлешти (права притока річки Бик) в західній частині столиці Молдови — Кишиневі, знаходиться у Парку Валя Морилор. 

## Розташування
Парк розташований на земельній ділянці площею з різноманітним ландшафтом і має 4 входи. Озеро площею 34 га в центрі ландшафтної композиції. Озеро оточене кругової довжиною під'їзної дороги 2,5 км. Майже половина території покрита зеленими зонами. Переважаючими видами є пірамідальні тополі канадці , біла верба , каштан , кілька видів клена , липи , сервіс-дерево , чорні сосни , берези та інших японську мову . Парк є великим. Ось літній театр на 5000 місць, кінотеатр "Денний" прапор в шахи і шашки, дитяче містечко "Andries" пляжні атракціони. Парк розташований зони , вільної від підприємницької Moldexpo .

## Історія

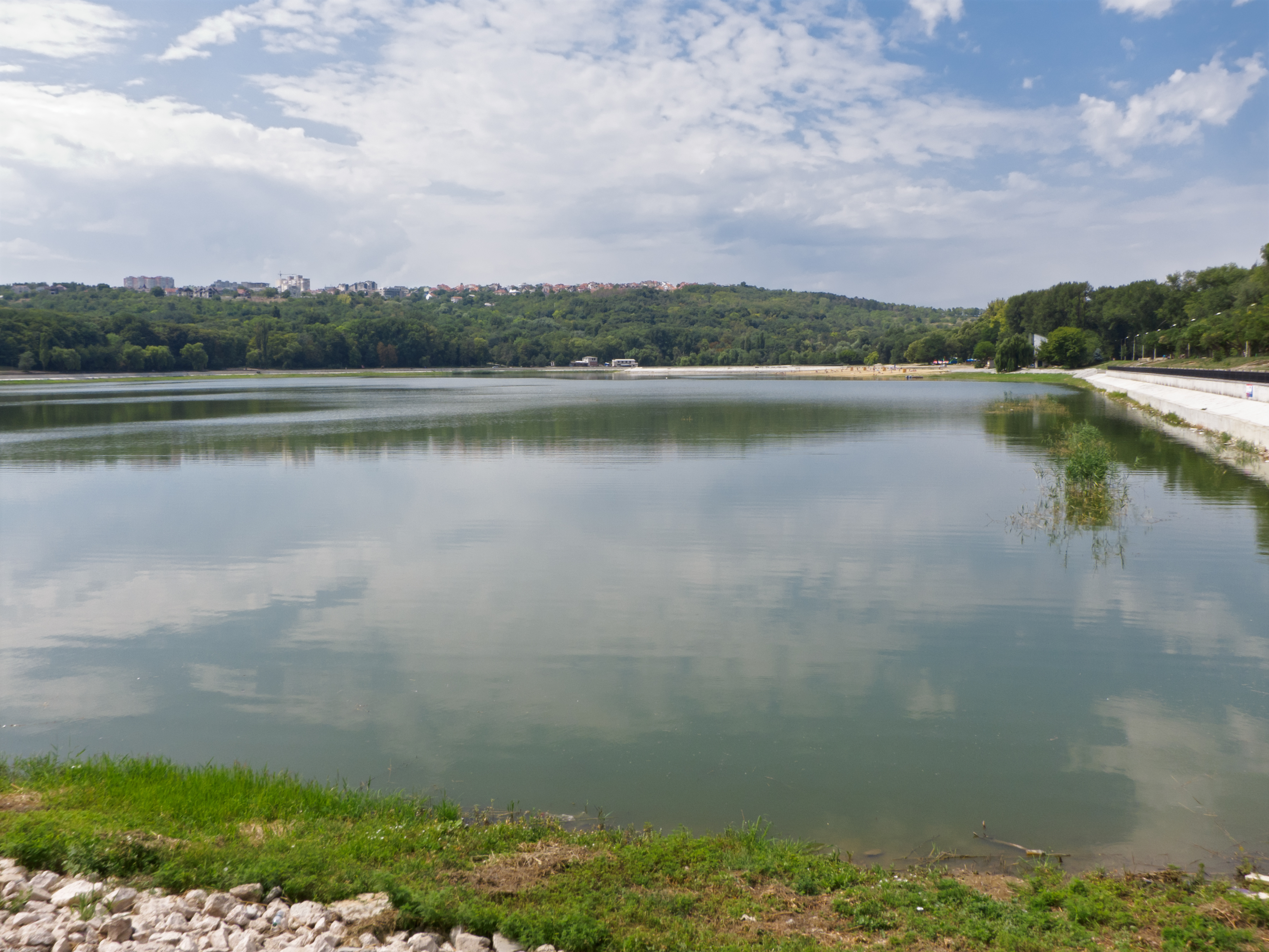
Озеро Валя-Морилор, липень 2012

Ідея будівництва парку та озера належала Леоніду Брежнєву, який тоді був очільником Молдавскої РСР. Проект створений під керівництвом головного архітектора Кишинева Роберта Курца. Закладали та виконували земляні роботи по спорудженню озера комсомольці та молодь міста. У 1952 році на струмку Дурлешти з'явилося озеро, яке отримало назву «Комсомольське озеро», на честь комсомольців, що його споруджували

## Характеристика
Озеро розташоване в секторі Чентру. До осушення, його площа складала 34 га. Довжина — бл. 800 м, ширина — бл. 400 м, середня глибина — бл. 4 м. Площа водозбору — 19 км², об'єм — 1,36 млн м³. Тривалість льодоставу — 75 днів. На березі озера був обладнаний піщаний пляж, човнова станція, спортивні майданчики. Навколо озера розташований парк «Валя-Морилор». В часи Молдавскої РСР на озері взимку облаштовувалася міська ковзанка.

## Осушення

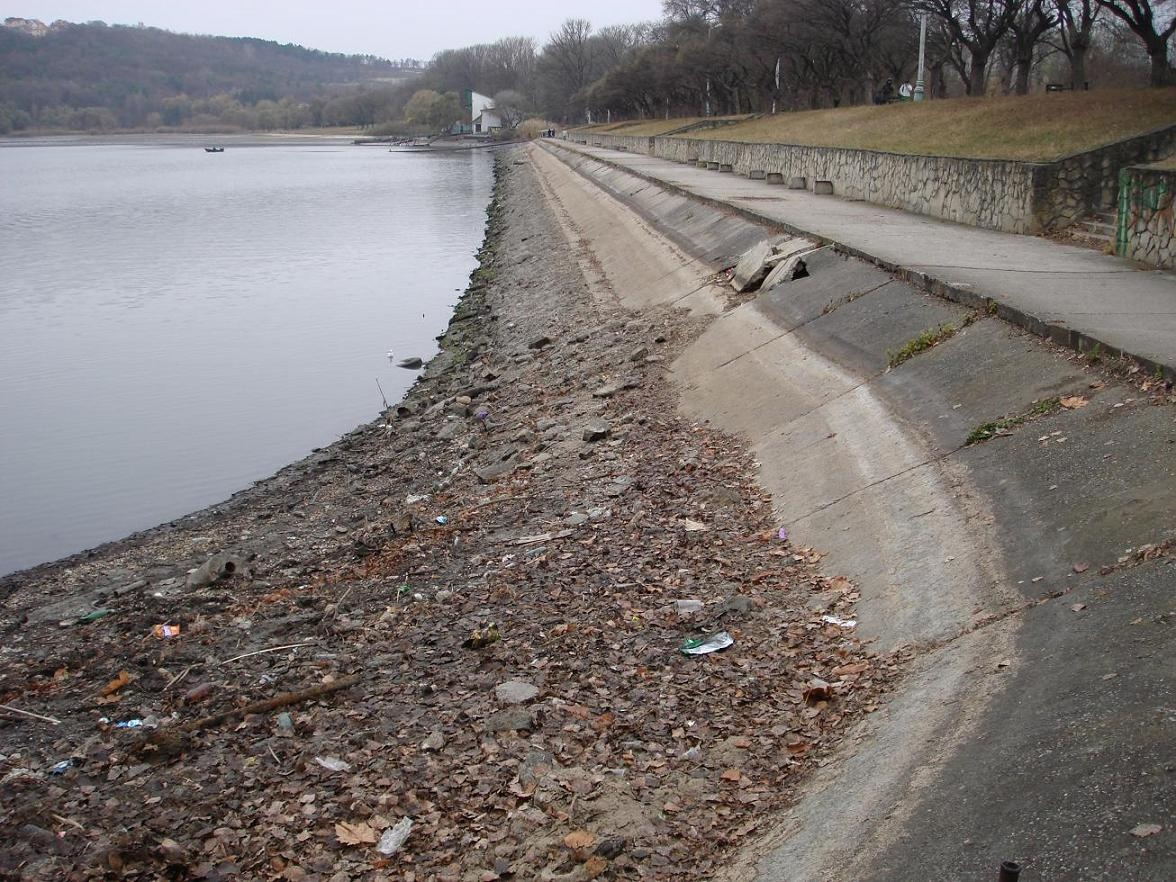
Валя-Морилор під час осушення в листопаді 2006 року

В липні 2006 року на озері трапилася екологічна катастрофа — вся риба мертвою спливла на поверхню. Версії події висувалися найрізноманітніші, серед них були:
1. Нестача кисню, що була викликана розвитком водоростей та великою кількістю мулу (озеро не чистили до того моменту близько 20 років);
2. Ловля риби в озері за допомогою електровудок;
3. Протікання бочок з отруйними речовинами, які були закопані в землю трохи вище озера Валя Морилор;
4. Прорив каналізації і забруднення озера відходами життєдіяльності людини;
5. Хвороба риб, які не витримали забруднення давно не чищеної водойми;
6. Викид хімічних відходів на Кишинівському хімічному заводі (що знаходиться на струмку Дурлешти в місті Дурлешти близько Кишинева);
7. Навмисне отруєння води[1].

Причини залишилися невиясненними, проте почалося постійне патрулювання території навколо озера. У жовтні 2006 року почалося його осушення з метою очищення та подальшого заповнення водою. Проте, незабаром роботи були призупинені в зв'язку з недостачею коштів у міському бюджеті. Проводилися спроби залучити приватних інвесторів, але вони не увінчалися успіхом. Серед Кишинівці, починаючи з 2006 року, ходили чутки, що озеро осушили для того, щоб на його місці збудувати квартали елітного житла і дорогі особняки.

## Відновлення
Влітку 2011 року розпочато наповнення озера водою. 12 жовтня 2011 року за розпорядженням міської влади в озеро запустили рибу — білого амура, коропа, карася і сома. У 2013 році процес відновлення та благоустрою озера і прилеглих до нього територій був завершений. 